# Cha Jae-kyung
Dans ce nom coréen, le nom de famille,  Cha , précède le nom personnel.
Cha Jae-kyung, née le 1er novembre 1971, est une handballeuse internationale sud-coréenne.
Avec l'équipe de Corée du Sud, elle participe aux Jeux olympiques de 1992 où elle remporte la médaille d'or.

## Palmarès
- Jeux olympiques d'été
  -  Médaille d'or aux Jeux olympiques de 1992 à Barcelone,  Espagne